# Heptaméron

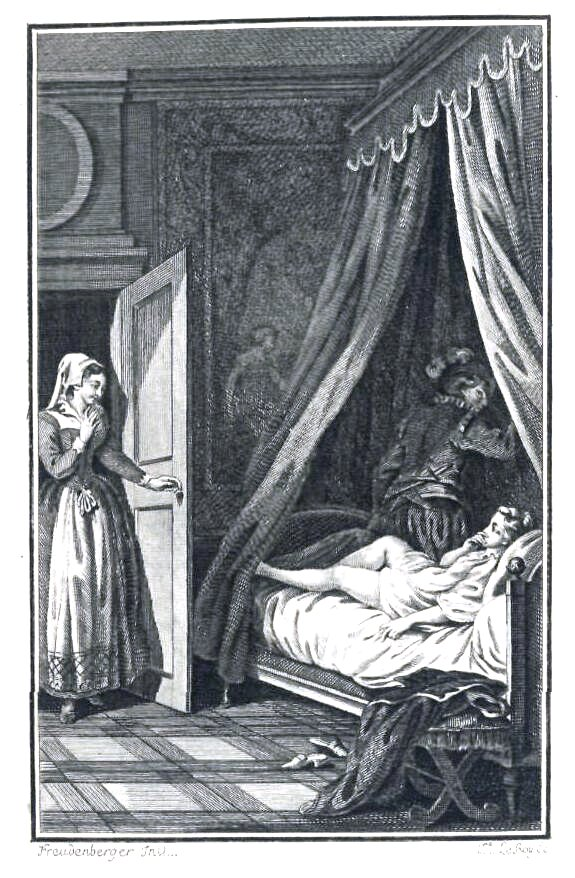
Illustration einer Ausgabe des Heptaméron von 1894

Das Heptaméron ist eine Sammlung von 72 kurzen Erzählungen der Königin Margarete von Navarra (1492–1549). Es ist nach dem Vorbild des Decamerone von Giovanni Boccaccio als Rahmenerzählung gestaltet und war ursprünglich auf hundert Novellen angelegt, die – wie im Decamerone – in zehn Tagen erzählt werden sollten, doch war es bis zu Margaretes Tod erst bis zur zweiten Erzählung des achten Tages gediehen.
Die Sammlung wurde 1558 unter dem Titel Histoires des amans fortunez von Pierre Boaistuau herausgegeben, der das Werk allerdings sehr stark verändert hatte. Er nahm nur 67 Erzählungen auf, kürzte viele und ließ auch in den verbindenden Teilen der Rahmenerzählung wesentliche Passagen aus. Schließlich gruppierte er Erzählungen um, so dass der von der Autorin beabsichtigte Kontext zerstört wurde.
Die Ausgabe von Claude Gruget, die 1559 erschien, stellte die ursprüngliche Form weitgehend wieder her und gab der Sammlung erstmals den Titel Heptaméron.
Hauptthema des Werkes sind amouröse und sexuelle Verwicklungen. Originell ist Marguerites Behauptung, die Erzählungen beruhten durchwegs auf Tatsachen, und auch ihre Idee, die Erzähler nach jeder Novelle über deren Moral diskutieren zu lassen. Diese Diskussionen erschienen schon Montaigne etwas gekünstelt.

## Ausgaben
- Das Heptameron. Vollständige Ausgabe in der Übersetzung von Walter Widmer nach der französischen Ausgabe von Michael de François mit einem Nachwort von Peter Amelung, Winkler Verlag, München 1960, ISBN 3-538-05156-9 (auch als Lizenzausgabe für die Wissenschaftliche Buchgesellschaft, Darmstadt, sowie 1979 als Lizenzausgabe für dtv Verlag München, ISBN 3-423-02047-4)
- Das Heptameron. Die Erzählungen der Königin von Navarra (ins Deutsche übersetzt und mit einem Nachwort versehen von Franz Riederer). Antäus, Lübeck 1960
- Heptameron. Artia Prag, 1965 (nach der bei der Éditions Freres, Paris, 1960 erschienenen Ausgabe; mit Illustrationen von Ota Janeček)